# Player! WHITE
Player! WHITE（プレイヤー・ホワイト）は、株式会社ookamiが提供するスポーツチーム向けのSaaS型アプリ生成・運営支援サービス。2022年より正式提供開始。学校・部活動・地域クラブチーム・プロチーム・スタジアム・アリーナなどが公式アプリを手軽に作成し、ファンコミュニティの形成・収益化を可能とする。

## 概要
選手やチームの情報発信、試合速報、ファンクラブ機能、グッズ・チケット販売などを一元管理できる「チームアプリ」を提供。デジタル化とファンエンゲージメント、マネタイズの三位一体を目的とする。
「本気のチームにはアプリがある」「スポーツの産業化」「スポーツダイバーシティ」を掲げ、学校・社会人チーム・プロチームに幅広く導入されている。

## 主な機能
- チーム公式アプリの作成（Web/アプリ連携）
- ファンクラブ・メンバーシップ機能
- お知らせ・試合速報・スケジュール配信
- チケット・グッズ販売
- スポンサー表示・連携

## 導入事例
- ファジアーノ岡山
- いわきFC
- 千葉ジェッツ
- 福岡大学附属大濠高等学校（男子バスケットボール部）
- 岡山学芸館高等学校（サッカー部）
- MINAKAMI TOWN.EXE（3x3クラブチーム）
- 流経大柏高校、八千代高校、NAGAREYAMA F.C など

## 特徴
- ノーコード型アプリ作成
- SaaS提供＋運用代行支援（CS含む）
- 収益化サポート（課金、スポンサー、物販ほか）

## メディア掲載
- TBS系『がっちりマンデー!!』にてPlayer! WHITEが紹介される[1]
- 徳島県庁HPにおいてデジタルスポーツ振興の専門家として紹介[2]
- Talentbook、Forbes JAPAN、PERSOLマガジンなどで特集